# Bengt Ljungquist
Bengt Helge Ljungquist, né le 20 septembre 1912 à Umeå et mort le 15 juillet 1979 à Båstad, est un escrimeur et cavalier suédois. Il a participé aux Jeux olympiques de 1936, 1948, 1952, 1956 et 1964. Il a concouru aux trois armes mais c'est à l'épée qu'il a obtenu ses meilleurs résultats.

## Carrière
La période d'activité olympique de Bengt Ljungquist s'étend sur 28 ans. Il participe aux Jeux de 1936 à l'épée et au fleuret individuel et au sabre par équipes. Dans les trois cas, il échoue à atteindre la poule finale. À la suite de la Seconde Guerre mondiale, il prend part aux Jeux de Londres en 1948, mais cette fois uniquement à l'épée. En individuel, il prend la sixième place de la poule de demi-finale et se classe à la onzième place de l'épreuve. Par équipes, la Suède domine la Grèce, l'Argentine, la Hongrie et le Luxembourg pour se qualifier en poule finale à quatre équipes. Malgré des défaites contre la France et l'Italie, elle arrache la victoire (8-7) contre le Danemark pour décrocher le bronze.
Lors de l'édition suivante, la Suède progresse d'un rang en obtenant l'argent, grâce à ses succès contre le Luxembourg et la Suisse. C'est de nouveau l'équipe d'Italie qui triomphe en dominant difficilement les suédois par 8-5. C'est la seule épreuve disputée par Ljungquist cette année-là. De la même façon, il ne dispute que l'épreuve d'épée par équipes aux Jeux de 1956. L'équipe suédoise est éliminée dès le premier tour par l'URSS, dans une rencontre où Ljungquist ne remporte qu'un assaut sur quatre.
Ljungquist compte six médailles obtenues aux championnats du monde d'escrime. Sa meilleure apparition dans cette compétition eut lieu en 1947. Il obtient alors deux médailles d'argent, en individuel (sa seule médaille individuelle) et par équipes. Il a également obtenu, par équipes, le bronze en 1937, l'argent en 1938, puis le bronze en 1951 et l'argent en 1954.
Sa reconversion dans les sports équestres lui permet d'accéder aux Jeux olympiques une dernière fois, en 1964. Il prit la 22e place du concours de dressage en individuel, et la cinquième place par équipe. À la suite de sa retraite sportive, il est devenu entraîneur de l'équipe des États-Unis de dressage. C'est sous sa houlette que cette dernière remporta le bronze aux Jeux de 1976. Ljungquist s'éteint des suites d'une crise cardiaque, en vacances dans son pays natal.

## Palmarès
- Jeux olympiques
  -  Médaille d'argent par équipes aux Jeux olympiques de 1952 à Helsinki
  -  Médaille d'argent par équipes aux Jeux olympiques de 1948 à Londres

- Championnats du monde d'escrime
  -  Médaille d'argent par équipes aux championnats du monde d'escrime 1954 à Luxembourg
  -  Médaille d'argent aux championnats du monde d'escrime 1947 à Lisbonne
  -  Médaille d'argent par équipes aux championnats du monde d'escrime 1947 à Lisbonne
  -  Médaille d'argent par équipes aux championnats du monde d'escrime 1938 à Piešťany
  -  Médaille de bronze par équipes aux championnats du monde d'escrime 1951 à Stockholm
  -  Médaille de bronze par équipes aux championnats du monde d'escrime 1937 à Paris